# Alexandre Schaumasse
| Odkryte planetoidy: 2 | Odkryte planetoidy: 2 |
| --------------------- | --------------------- |
| (971) Alsatia         | 23 listopada 1921     |
| (1114) Lorraine       | 17 listopada 1928     |

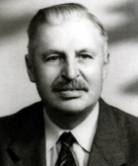
Alexandre Schaumasse

Alexandre Schaumasse (ur. 1882, zm. 1958) – francuski astronom.
W czasie I wojny światowej odniósł poważne obrażenia i ponad rok spędził w szpitalu. 
Pracował w Observatoire de Nice w Nicei. Odkrył tam trzy komety (okresową 24P/Schaumasse oraz C/1913 J1 i C/1917 H1), a także dwie planetoidy. 
Asteroida (1797) Schaumasse została nazwana jego nazwiskiem.